# Partido judicial de Ortigueira
El Partido judicial de Ortigueira es uno de los 45 partidos judiciales en los que se divide la Comunidad Autónoma de Galicia, siendo el partido judicial n.º 9 de la provincia de La Coruña.
Comprende las localidades de Cariño, Cedeira, Cerdido, Mañón, Moeche y Ortigueira.
La cabeza de partido y por tanto sede de las instituciones judiciales es Ortigueira. La dirección del partido se sitúa en la Avenida Escola de Gaitas de la localidad. Ortigueira cuenta con un Juzgado de Primera Instancia e Instrucción.